# João Carlos da Costa de Sousa de Macedo
João Carlos da Costa de Sousa de Macedo (18/19 de Outubro de 1864 - 10 de Junho de 1943), 1.º Conde de Estarreja, foi um político português.

## Família
D. João Carlos da Costa de Sousa de Macedo era o terceiro de quatro filhos varões de D. Luís António da Costa de Sousa de Macedo e Albuquerque, 5.º Visconde e 3.º Conde de Mesquitela, Representante do Título de Conde da Ilha da Madeira, 13.º Armador-Mor do Reino, 13.º Armeiro-Mor do Reino, 19.º Senhor da Quinta da Bacalhoa e Senhor do Morgado de Albuquerque, e de sua mulher Mariana Carolina da Mota e Silva.

## Biografia
Foi Inspector da Fazenda no Estado da Índia, Administrador do Concelho de Salvaterra de Magos, Chefe de Repartição da Inspecção-Geral dos Impostos, etc.
Foi-lhe concedido o título de 1.º Conde de Estarreja, em sua vida, por Decreto de D. Carlos I de Portugal de 31 de Dezembro de 1902 ou 3 de Janeiro de 1903. Usou as Armas dos Viscondes e Condes de Mesquitela e Duques de Albuquerque: esquartelado, no 1.º da Costa, no 2.º de Sousa dos Senhores do Prado, no 3.º de Macedo e no 4.º de Albuquerque; timbre: da Costa; Coroa de Conde.
Foi Doutor Honoris Causa pela Universidade de Lisboa.

## Casamento e descendência
Casou em Lisboa a 12 de Abril de 1893 com Maria Joana de Albuquerque (9 de Setembro de 1875 - Lisboa, 23 de Março de 1955), filha do 1.º Visconde e 1.º Conde de Mangualde e sobrinha-neta do 1.º Barão de Salvaterra de Magos, da qual teve dois filhos: 
- D. Luís António da Costa de Sousa de Macedo (Lisboa, 23 de Março de 1894 - 7 de Junho de 1952), que usou o título de 2.º Conde de Estarreja
- D. Francisco da Costa de Sousa de Macedo (Lisboa, 3 de Março de 1895 - Lisboa, 13 de Julho de 1969), Alferes da Guerra de África (1917-1918), condecorado com as Medalhas das Campanhas e Exércitos Aliados, antigo Funcionário da Companhia da Zambézia, etc, casado em Lisboa a 25 de Novembro de 1949 com Maria Isabel O'Neill de Melo da Costa (Lisboa, Mercês, 20 de Janeiro de 1915 - depois de 1985), neta paterna da 5.ª Condessa e Representante do Título de Marquesa de Ficalho e trineta do 1.º Barão e 1.º Visconde de Ovar, sem geração